# Кризисна интервенция
Кризисна интервенция в психологията е спешна психотерапевтична помощ за подпомагане на хора в кризисни ситуации за възстановяване на баланса на тяхното биопсихологично функциониране и минимизиране на потенциала на психологическа травма.
Криза може да бъде както реално събитие или ситуация, които надхвърлят по трудност настоящите налични ресурси на личността за справяне, но също и събития и ситуации, които са възприемани като такива от личността.
Приоритет на кризисната интервенция и консултиране е увеличаване на стабилността. Кризисните интервенции възникват на самия момент и в различни ситуации и обстановки, при потенциалната възможност за възникване на психологическа травма. Критичните ситуации са временни и обикновено имат кратка продължителност (макар че в някои индивидуални случаи критичните ситуации могат да преминават една в друга или да се застъпват, като така оформят по-продължителен период от време), не повече от месец, макар че ефектите могат да бъдат продължителни след това .
Кризисната интервенция е спешна и временна помощ, която индивидът, който заради конкретна ситуация, засягаща неговия личен или на по-големи групи, и причиняваща необичаен стрес за него е неспособен да функционира както обикновено, както при обичайни обстоятелство, като целта е да се предотврати „затъването“ в маладаптивни поведения и завръщането на индивида към нормалното за него/нея ниво на предкризисно функциониране .